# Rue Alfred-Dehodencq
La rue Alfred-Dehodencq est une voie du 16e arrondissement de Paris, en France.

## Situation et accès

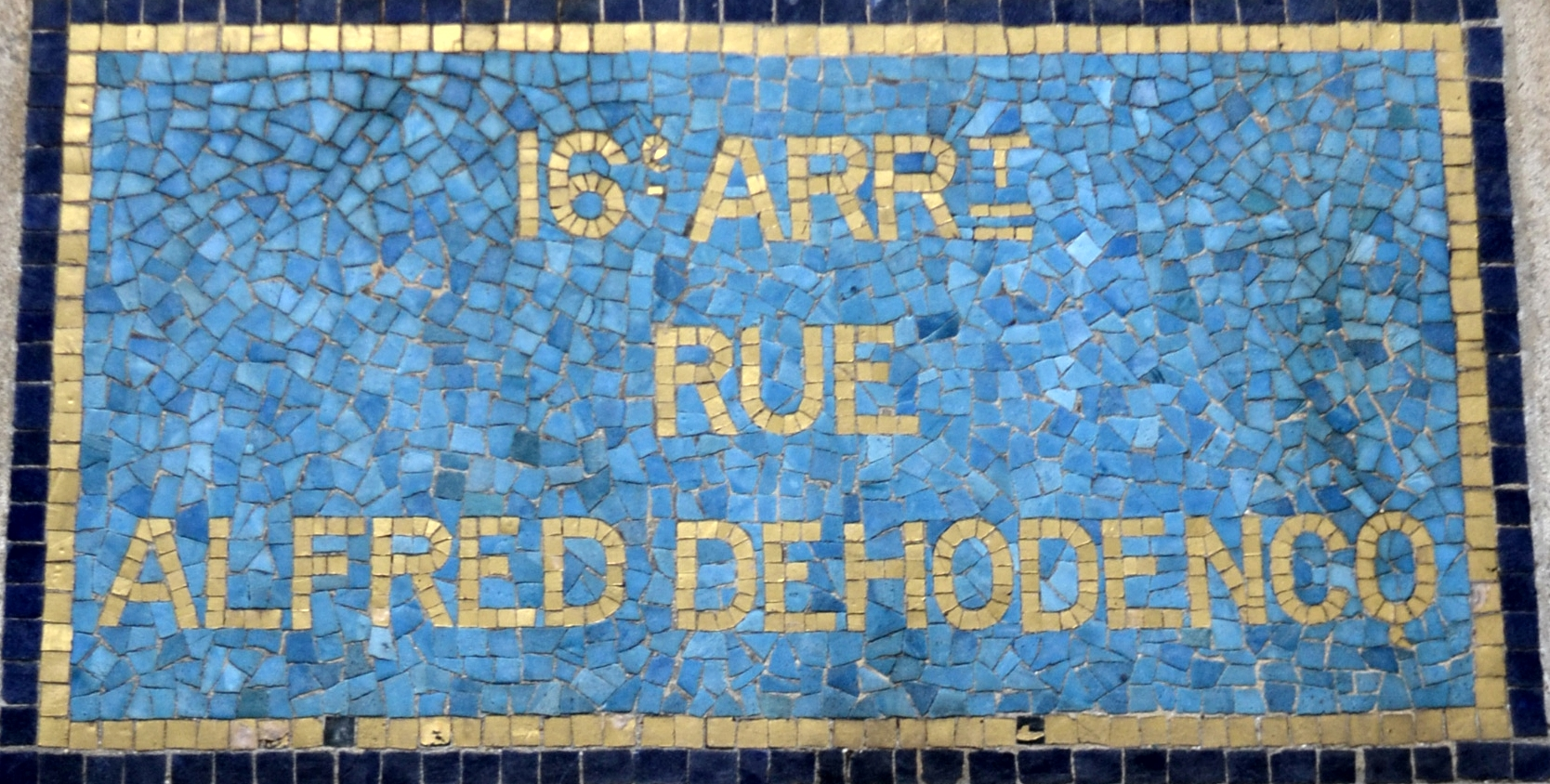
Plaque de la rue en mosaïque.

La rue Alfred-Dehodencq est une voie publique située dans le 16e arrondissement de Paris. Elle débute au 9, rue Octave-Feuillet et se termine en impasse, contre le jardin du Ranelagh (accès piéton uniquement).
La rue est située dans un quartier où plusieurs voies portent des noms d'artistes.
Entre les nos 9 et 11 s'ouvre une petite voie privée, le square Alfred-Dehodencq.
Le quartier est desservi par la ligne 9 à la station La Muette. La gare de l'avenue Henri-Martin et la gare de Boulainvilliers de la ligne C se situent à proximité, l’une au nord et l’autre au sud.

## Origine du nom

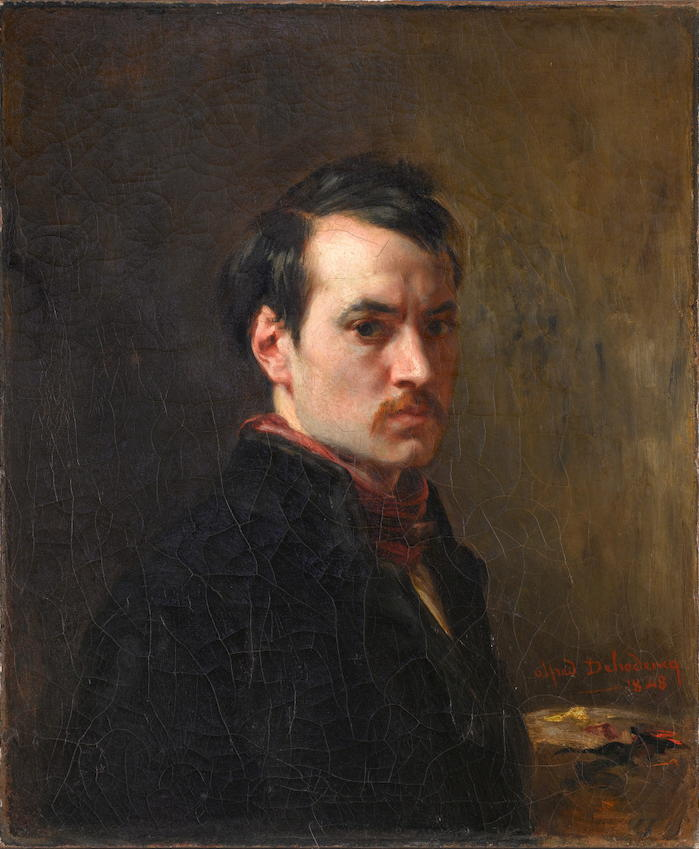
Portrait de l'artiste, Alfred Dehodencq, 1848.

Elle porte le nom du peintre Alfred Dehodencq (1822-1882).

## Historique
Cette voie est ouverte, sous sa dénomination actuelle, en 1904 par M. de Franqueville, sur une partie du parc de la Muette,.
Elle est classée dans la voirie parisienne entre les rues Octave-Feuillet et de Franqueville par décret du 15 mars 1927.
La partie située au-delà de la rue de Franqueville est classée dans la voirie parisienne par un arrêté du 9 septembre 1960.

## Bâtiments remarquables et lieux de mémoire
- No 3 : hôtel Baconnier[3], 1911 ; architecte : Maurice du Bois d'Auberville ; sculpteur : Pierre Seguin[4].

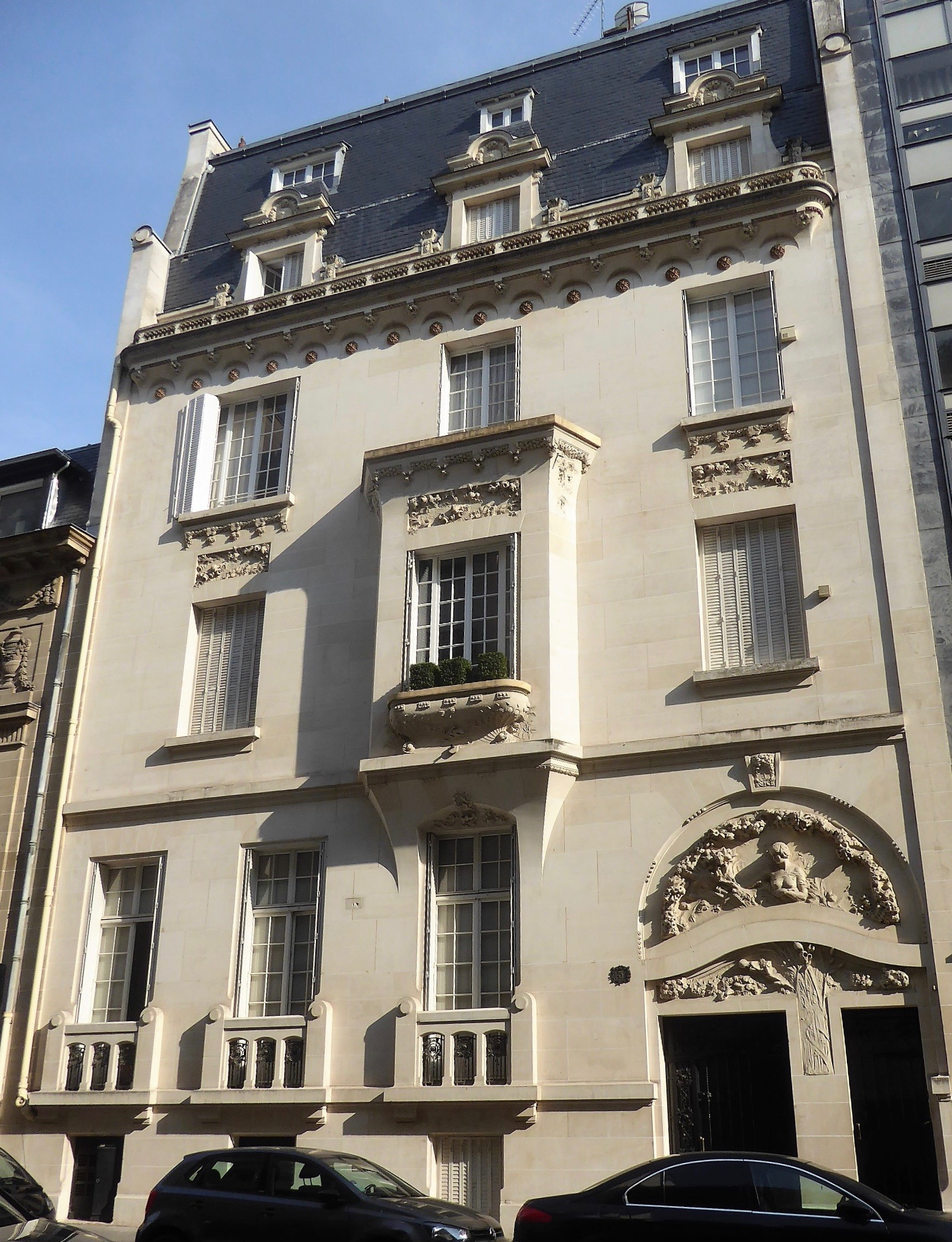
Hôtel Baconnier.
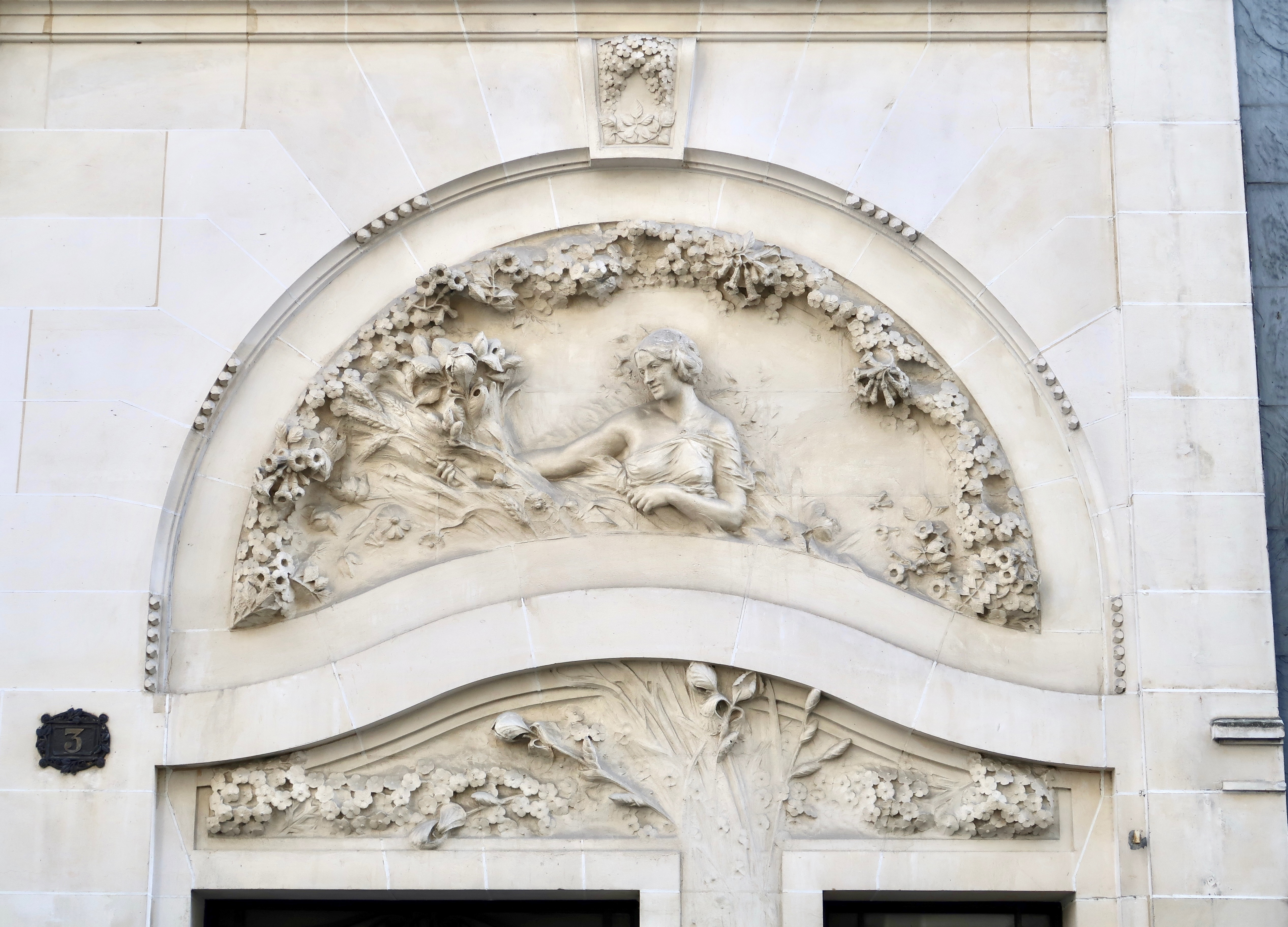
Détail du bas-relief au-dessus de l'entrée.

- No 8 : réalisation de l'architecte Ernest Picard ; immeuble construit en 1906 et primé en 1908 par le concours de façades de la ville de Paris[5].
André Baur, sa femme et ses quatre enfants y habitent, avant d'être déportés et assassinés à Auschwitz.
- No 9 : délégation de la Turquie à l'OCDE.
- No 11 : ambassade du Soudan puis ambassade du Soudan du Sud.
- Nos 13-15 : ambassade de l'Inde.
- No 17 : hôtel particulier à façade en pierre de taille dont la terrasse donne sur le jardin du Ranelagh.
- No 18 (démoli) : hôtel Reichenbach, fleuron de l’Art déco[6], construit en 1932 par Jean-Charles Moreux et démoli en 2009[7] pour laisser place à la nouvelle résidence de l’ambassadeur d’Arabie saoudite[8],[9].

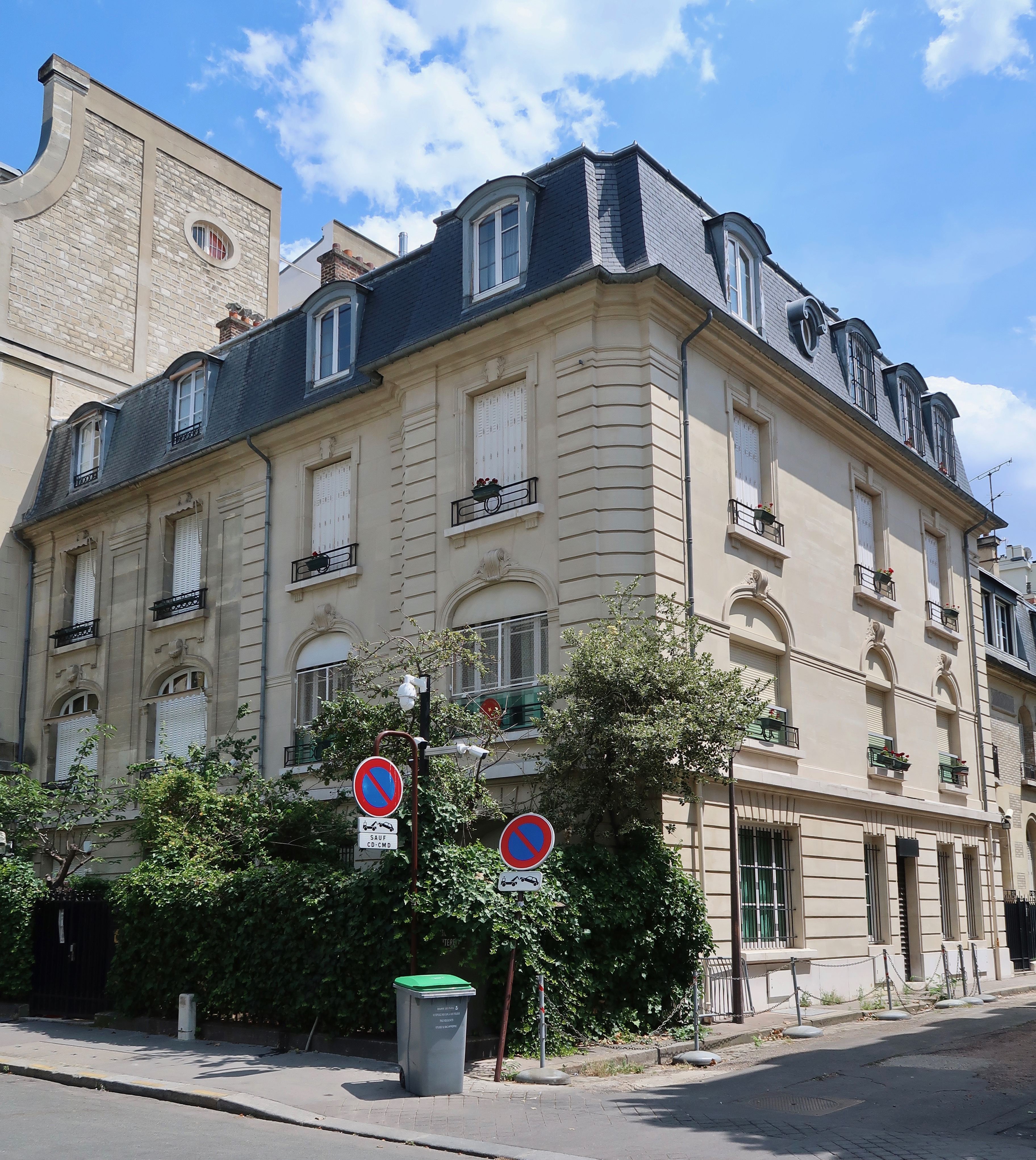
Délégation de la Turquie à l'OCDE.
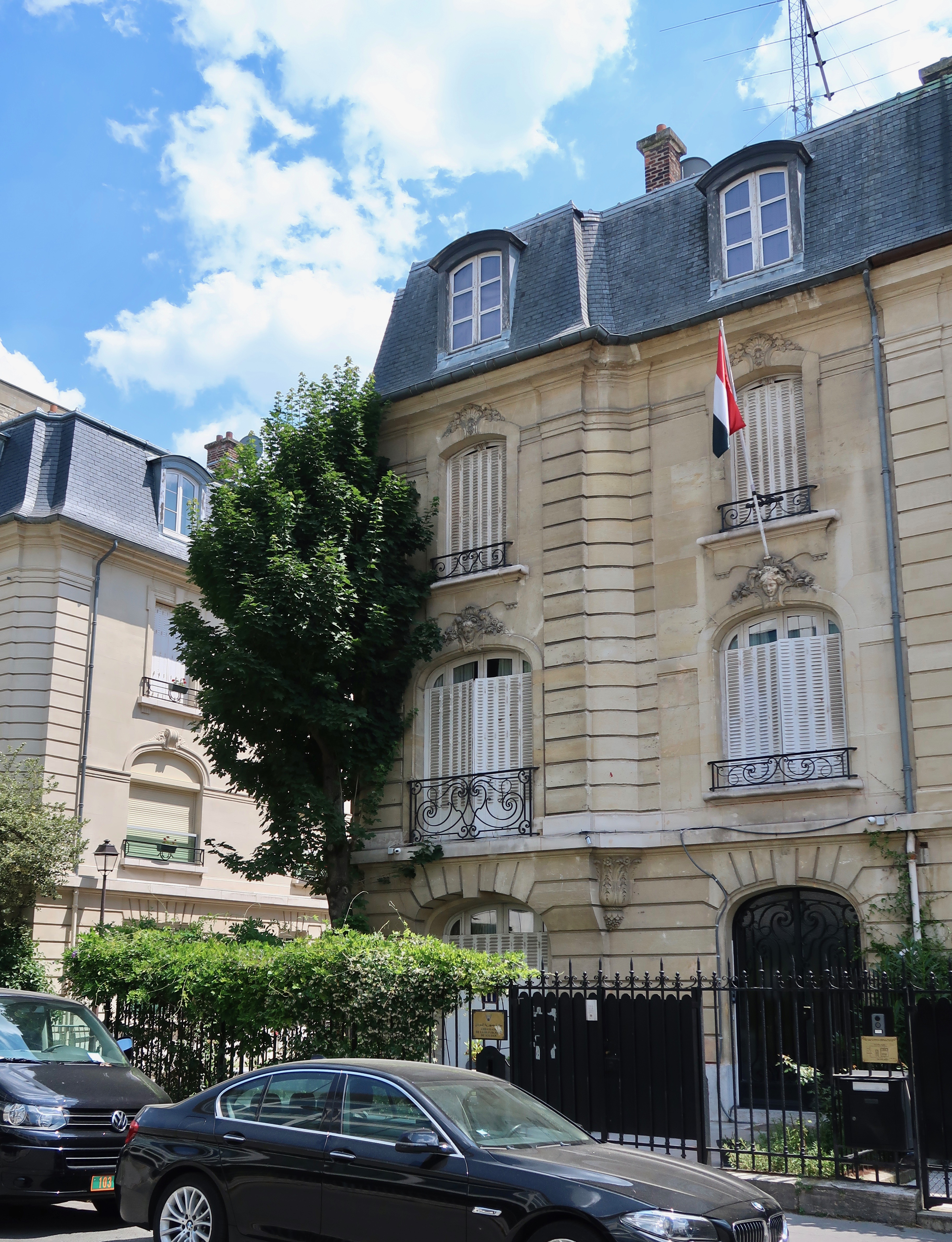
Ambassade du Soudan.
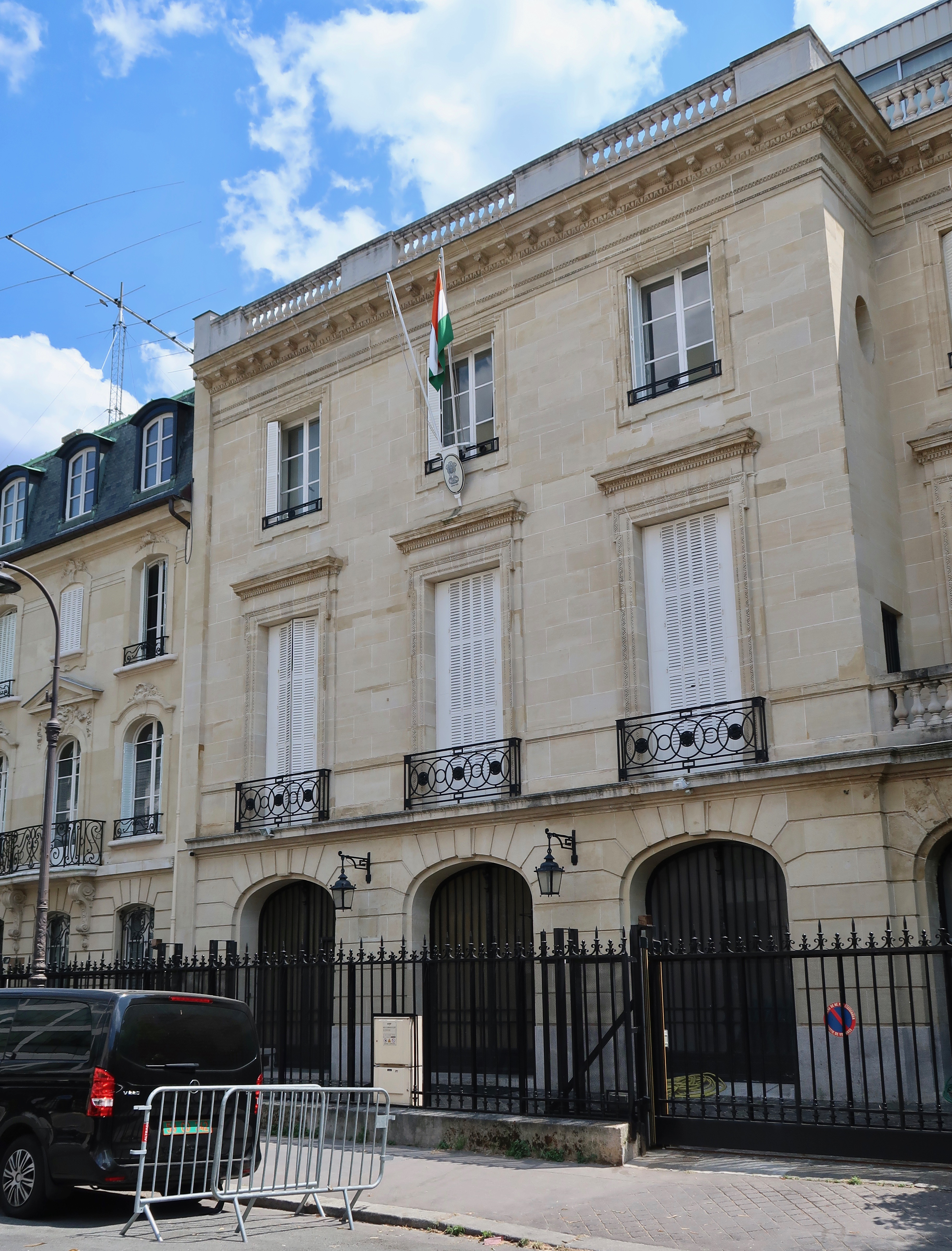
Ambassade d'Inde.